# Spenglerův pohár 2005
79. ročník Spenglerova poháru se uskutečnil od 26. do 31. prosince 2005. Všechny zápasy se hrály v hale Vailant Areně v Davosu. Vítězem se stal tým Metallurg Magnitogorsk.

## Účastníci
- Kanada – tým složený z Kanaďanů hrajících v Evropě
- HC Davos – hostitel
- Eisbären Berlín
- HC Sparta Praha
- Metallurg Magnitogorsk

## Základní část

### Tabulka
| Tým                    | Z | V | VP | PP | P | VG | IG | B |
| ---------------------- | - | - | -- | -- | - | -- | -- | - |
| Kanada                 | 4 | 3 | 1  | 0  | 1 | 19 | 7  | 6 |
| Metallurg Magnitogorsk | 4 | 3 | 1  | 2  | 0 | 11 | 11 | 6 |
| HC Davos               | 4 | 2 | 2  | 0  | 0 | 16 | 16 | 4 |
| Eisbären Berlín        | 4 | 2 | 2  | 0  | 1 | 15 | 17 | 4 |
| Sparta Praha           | 4 | 0 | 4  | 0  | 0 | 8  | 16 | 0 |

### Zápasy
| 26. prosince 2005 15:00 | HC Sparta Praha | 3–5             | HC Davos | Vaillant Arena |
|                         | HC Sparta Praha | (0:2, 0:2, 3:1) | HC Davos |                |

| Souhrn zápasu | Souhrn zápasu | Souhrn zápasu | Souhrn zápasu | Souhrn zápasu |
| ------------- | ------------- | ------------- | ------------- | ------------- |
|               |               |               |               |               |

| 26. prosince 2005 20:15 | Kanada | 1–2 po pr.      | Metallurg Magnitogorsk | Vaillant Arena |
|                         | Kanada | (0:0, 1:1, 0:0) | Metallurg Magnitogorsk |                |

| Souhrn zápasu | Souhrn zápasu | Souhrn zápasu | Souhrn zápasu | Souhrn zápasu |
| ------------- | ------------- | ------------- | ------------- | ------------- |
|               |               |               |               |               |

| 27. prosince 2005 15:00 | Metallurg Magnitogorsk | 4–3 po pr.      | Eisbären Berlín | Vaillant Arena |
|                         | Metallurg Magnitogorsk | (2:2, 1:0, 0:1) | Eisbären Berlín |                |

| Souhrn zápasu | Souhrn zápasu | Souhrn zápasu | Souhrn zápasu | Souhrn zápasu |
| ------------- | ------------- | ------------- | ------------- | ------------- |
|               |               |               |               |               |

| 27. prosince 2005 20:15 | HC Davos | 2–4             | Kanada | Vaillant Arena |
|                         | HC Davos | (0:0, 0:3, 2:1) | Kanada |                |

| Souhrn zápasu | Souhrn zápasu | Souhrn zápasu | Souhrn zápasu | Souhrn zápasu |
| ------------- | ------------- | ------------- | ------------- | ------------- |
|               |               |               |               |               |

| 28. prosince 2005 15:00 | HC Davos | 4–1             | Metallurg Magnitogorsk | Vaillant Arena |
|                         | HC Davos | (1:0, 2:1, 1:0) | Metallurg Magnitogorsk |                |

| Souhrn zápasu | Souhrn zápasu | Souhrn zápasu | Souhrn zápasu | Souhrn zápasu |
| ------------- | ------------- | ------------- | ------------- | ------------- |
|               |               |               |               |               |

| 28. prosince 2005 20:15 | Eisbären Berlín | 3–2             | HC Sparta Praha | Vaillant Arena |
|                         | Eisbären Berlín | (1:1, 0:1, 2:0) | HC Sparta Praha |                |

| Souhrn zápasu | Souhrn zápasu | Souhrn zápasu | Souhrn zápasu | Souhrn zápasu |
| ------------- | ------------- | ------------- | ------------- | ------------- |
|               |               |               |               |               |

| 29. prosince 2005 15:00 | Kanada | 6–1             | Eisbären Berlín | Vaillant Arena |
|                         | Kanada | (2:1, 4:0, 0:0) | Eisbären Berlín |                |

| Souhrn zápasu | Souhrn zápasu | Souhrn zápasu | Souhrn zápasu | Souhrn zápasu |
| ------------- | ------------- | ------------- | ------------- | ------------- |
|               |               |               |               |               |

| 29. prosince 2005 20:15 | Metallurg Magnitogorsk | 4–3             | HC Sparta Praha | Vaillant Arena |
|                         | Metallurg Magnitogorsk | (1:2, 3:0, 0:1) | HC Sparta Praha |                |

| Souhrn zápasu | Souhrn zápasu | Souhrn zápasu | Souhrn zápasu | Souhrn zápasu |
| ------------- | ------------- | ------------- | ------------- | ------------- |
|               |               |               |               |               |

| 30. prosince 2005 15:00 | HC Sparta Praha | 2–8             | Kanada | Vaillant Arena |
|                         | HC Sparta Praha | (0:5, 2:2, 0:1) | Kanada |                |

| Souhrn zápasu | Souhrn zápasu | Souhrn zápasu | Souhrn zápasu | Souhrn zápasu |
| ------------- | ------------- | ------------- | ------------- | ------------- |
|               |               |               |               |               |

| 30. prosince 2005 20:15 | Eisbären Berlín | 8–5             | HC Davos | Vaillant Arena |
|                         | Eisbären Berlín | (2:2, 3:3, 3:0) | HC Davos |                |

| Souhrn zápasu | Souhrn zápasu | Souhrn zápasu | Souhrn zápasu | Souhrn zápasu |
| ------------- | ------------- | ------------- | ------------- | ------------- |
|               |               |               |               |               |

## Finále
| 31. prosince 2005 12:00 | Kanada | 3–8             | Metallurg Magnitogorsk | Vaillant Arena |
|                         | Kanada | (1:3, 1:2, 1:3) | Metallurg Magnitogorsk |                |

| Souhrn zápasu | Souhrn zápasu | Souhrn zápasu | Souhrn zápasu | Souhrn zápasu |
| ------------- | ------------- | ------------- | ------------- | ------------- |
|               |               |               |               |               |

## All-star team
- Brankář: Jonas Hiller – (HC Davos)
- Obránci: Jason York – (Kanada), Micki DuPont – (Eisbären Berlín)
- Útočníci: Josef Marha – (HC Davos), Domenic Pittis – (Kanada), Stanislav Čistov – (Metallurg Magnitogorsk)